# Димитър Байкушев
Димитър Байкушев е български футболист, защитник на Славия (1930 – 1941 г.) и националния отбор. Един от изтъкнатите футболисти през 30-те години с вдъхновена, бойка игра.

## Кариера
Със Славия е трикратен шампион през 1930, 1936, 1939 и носител на купата на страната през 1930 и 1936 г. През 1934 г. закратко е в АС-23. От януари 1938 г. играе във Франция за отбора на Туркоан. Дебютира в контрола срещу Ланс и прави силно впечатление. В мачовете от шампионата играе на различни позиции – първо като централен защитник, след това два мача като десен инсайд, преди да бъде наложен като централен нападател.
Байкушев започва и сезон 1938/39 като централен нападател и вкарва 3 гола в първите 2 мача от сезона. Въпреки това през февруари 1939 г. по силата на закона за чужденците правата му на професионалист са спрени. Тюркоан не завършва сезона поради финансови проблеми и Байкушев се завръща в София.

## Национален отбор
В националния отбор има 27 срещи, в които е вкарал 3 гола. Носител на Купата на БОК през 1931 и 2 пъти на Балканската купа през 1932 и 1935 г.

## Треньорска кариера
След като приключва състезателната си кариера е треньор на Славия (1943, 1946 – 1948, 1958 – 1960), Завод-12 (1950 – 1955), Дунав (1956 – 1957), когато отборът за първи път влиза в А група, Спартак (Пловдив) (1961 – 1965), Горубсо (Мадан) (1965 – 1969) и Поморие. Под негово ръководство „Славия“ и „Спартак“ спечелват шампионски титли съответно през 1943 и през 1963 г. Открива талантливи футболисти и упорито работи с тях. Заслужил треньор (1968 г.), заслужил деятел на физкултурата.